# Leinebuschtunnel
Der 1740 m lange Leinebuschtunnel der Schnellfahrstrecke Hannover–Würzburg ist der nördlichste Tunnel auf dem Abschnitt zwischen Göttingen und Kassel. Er verläuft zwischen den Ortschaften Volkerode (Rosdorf) (östlich des Tunnels) und Jühnde (südwestlich) in südwestlicher Richtung und unterquert dabei das Gehölz Leinebusch, das sich auf der Westseite des Leinegrabens befindet.
Er wurde in neuer österreichischer Tunnelbauweise erstellt und 1991 in Betrieb genommen. Er war wie die meisten Tunnel der Strecke ursprünglich für eine Entwurfsgeschwindigkeit von 300 km/h trassiert und ist heute (unter Linienzugbeeinflussung) für 250 km/h zugelassen.
In der Planungsphase (Stand: 1980) wurde die Röhre auch als Großer-Leinebusch-Tunnel bezeichnet, in Anlehnung die damals gebräuchliche Bezeichnung Großer Leinebusch.

## Verlauf
Das Nordostportal liegt bei Streckenkilometer 108,390, das Südwestportal bei km 110,130. Am Nordostportal liegt die Schienenoberkante auf einer Höhe von rund 250 m ü. NN, die Gradiente steigt im Tunnel zum Südwestportal hin mit einer Steigung von 12,494 Promille durchgehend an.
Die Röhre unterquert ein Waldgebiet am Höhenzug zwischen Leinegraben und Dransfelder Hochfläche. Er durchquert dabei im Wesentlichen Schichten des Mittleren und Oberen Muschelkalks. Die Trasse verläuft im Tunnel gerade.
Nördlich schließt sich ein längerer Einschnitt und die Grundbachtalbrücke an, südlich nach ca. 600 m der Endelskamptunnel und danach der Überholbahnhof Jühnde.
Die Überdeckung liegt bei bis zu 50 m. Die Röhre durchfährt Schichten des Oberen und Mittleren Muschelkalks.

## Geschichte

### Planung
Noch 1983 war eine Länge von 1.685 m vorgesehen gewesen. Der Tunnel lag weitgehend im Planfeststellungsabschnitt 4.2 der Neubaustrecke (km 105,6 bis 109,9).
Bemerkenswert ist die Führung des Hägergrabens, der in der Nähe des Südportals mittels einer Bachbrücke über die Neubaustrecke geführt werden sollte.

### Bau
Ende 1983 begannen die bauvorbereitenden Arbeiten.
Der Vortrieb lief von Norden nach Süd, begann im Februar 1984 und endete im August 1985. Die ersten 55 m wurden in offener Bauweise erstellt, der Rest in bergmännischer Bauweise. Die Tunnelpatenschaft hatte Elisabeth Riechers übernommen.
Im Berg mussten Maßnahmen getroffen werden, um Hohlräume zu überbrücken. Um den geforderten Tunnelquerschnitt auch bei Gebirgsabsenkungen sicherzustellen, wurde das Profil der Röhre auf der gesamten Länge um 30 cm überhöht.
Der Tunnel gehört, neben den Tunneln Endelskamp und Mackenrodt, zu einer Folge von drei Röhren. Für die drei Bauwerke wurden insgesamt 390.000 m³ ausgebrochen, für die Voreinschnitte 675.000 m³ ausgehoben. Insgesamt wurden 81.000 m³ Beton und 4.400 t Stahl verbaut, die Bauzeit lief von 1984 bis 1986. Die Bausumme aller drei Röhren lag bei 95 Millionen D-Mark. Beauftragt waren die Unternehmen Dyckerhoff & Widmann AG (Frankfurt am Main) und E. Heitkamp GmbH (Herne).
Insgesamt wurden bei den drei Tunneln 390.000 m³ Material ausgebrochen. Weitere 675.000 m³ Aushub entfallen auf die Voreinschnitte.

### Unfall im März 1999
In der Nacht zum 2. März 1999 entgleiste ein in den Zug ICG 50051 (Hamburg–Nürnberg) eingereihter Güterwagen der Italienischen Staatsbahn. Der mit 21 Tonnen Papier und Zellstoff beladene und in der Mitte des Zuges mitlaufende Wagen war etwa sechs Kilometer vor dem Tunnel aufgrund eines heißgelaufenen Radlagers entgleist und wurde mitgeschleift, bis der Zug im Leinebuschtunnel gegen etwa 23:45 Uhr zum Stehen kam.
Nachdem der Lokführer den Brand bemerkt hatte, trennte er den vorderen Zugteil (mit 13 Wagen) ab und fuhr damit aus dem Tunnel. Elf Wagen blieben im Tunnel zurück. Um 1:20 Uhr wurden die örtlichen Feuerwehren alarmiert. Um 1:52 Uhr wurde die Feuerwehr aus Kassel, die den dortigen Rettungszug besetzte, angefordert. Der Rettungszug traf um 3:04 Uhr am Portal ein. Um 4:10 Uhr war der Brand unter Kontrolle. Mit Dunghacken wurden die brennenden Papierknäuel getrennt und anschließend einzeln abgelöscht. Kurz vor 11 Uhr war das Feuer aus. Gegen 13 Uhr rückte die Feuerwehr ab. Menschen kamen bei dem Unglück nicht zu Schaden.
Es war laut Angaben der Deutschen Bahn der erste Brand im Tunnel einer deutschen Schnellfahrstrecke. Das Unglück war gleichzeitig der erste Ernstfall für einen Rettungszug. Der Rettungszug war 74 Minuten nach Auslösen des Alarms am Unfallort. Der Wasservorrat des Rettungszuges reichte zur Bekämpfung des Brandes, die bis in den Nachmittag dauerte, nicht aus. Der Rettungszug pendelte zeitweise alle 20 Minuten zwischen dem Brandherd und dem Tunnelportal. Mehr als 100.000 Liter Wasser wurden von der Kreisfeuerwehr Göttingen über einen mehrere Kilometer langen Schlauch in den Tank des Rettungszuges gepumpt. Ferner behinderten die Enge des Tunnels und die Rauchentwicklung, die zeitweise zu nahezu null Sicht führte, die Rettungsarbeiten. Der Rettungszug habe aufgrund der Rauch- und Hitzeentwicklung den Brandherd nicht erreichen können, zwischenzeitlich seien ferner die Löschwasservorräte zur Neige gegangen. Bis zu 150 Feuerwehrleute aus dem Landkreis Göttingen und Kassel waren an der Aktion beteiligt. Im Tunnel arbeiteten bis zu 40 Menschen.
Laut einem Medienbericht habe der Brand erst unter Kontrolle gebracht werden können, als eine drei Kilometer lange Schlauchleitung aus Jühnde über das Tunnelportal bis an die Brandstelle verlegt worden sei. Dies habe gut geklappt, da genau ein solches Szenario in diesem Tunnel im September 1998 trainiert worden sei. Feuerwehrleute bezeichneten in diesem Zusammenhang den Wasservorrat von 20.000 Litern an Bord der Züge als „Tropfen auf den heißen Stein“ und plädierten für die Einrichtung von Trockenleitungen in Tunneln. Kritisiert wurde auch, dass der von der Kasseler Leitstelle angeforderte Rettungszug aus Hildesheim nicht ausrückte.
Nach dem Unfall war der Tunnel zunächst gesperrt. Fernzüge wurden umgeleitet und erlitten dadurch Verspätungen von rund einer halben Stunde. Am 2. März um 23 Uhr wurde das Nachbargleis wieder in Betrieb genommen. Während der Instandsetzungsarbeiten an der Strecke erlitten Fernverkehrszüge wegen eingleisigen Betriebs Verspätungen von zehn Minuten. Ein Teil der Züge wurde über die Nord-Süd-Strecke umgeleitet. Die beschädigte Überleitstelle in Mengershausen wurde zu einer Blockstelle reduziert.
Am 13. Mai 1999 entgleiste ein Güterwagen derselben Bauart auf derselben Strecke bei Gehrenrode.
Ein Untersuchungsbericht zu dem Unfall liegt dem Eisenbahn-Bundesamt nicht vor.

### Sanierung
In die Sanierung des Streckenabschnitts Kassel–Göttingen, zwischen dem 23. April 2021 bis 16. Juli 2021, war auch der Tunnel einbezogen. Dabei wurden unter anderem die Bettung gereinigt, die Gleise erneuert und Randwege hergestellt.